# Зозуля, Анна Владимировна
Анна Владимировна Зозуля (род. 10 марта 1980) — бельгийская, ранее — украинская шахматистка; международный гроссмейстер, мастер спорта Украины.
Окончила Таврический Национальный Университет им. Вернадского по специальности тренер по шахматам.
Чемпионка мира среди девочек до 16 лет (1996), серебряный призер чемпионата Европы среди девушек (1995, 1997), серебряный призер чемпионата Украины среди женщин, 6-кратная чемпионка Украины среди девушек.
Серебряный призер Кубка Европейских чемпионов среди женщин (1999, 2000). Победитель и призер многих международных турниров и опенов.
Вдова шахматиста Вадима Малахатько (1977—2023). Дочь Анна (род. 2002), сын Владимир (род. 2012).
| Графики недоступны из-за технических проблем. См. информацию на Фабрикаторе и на mediawiki.org. |